# Ricardo (biograf)

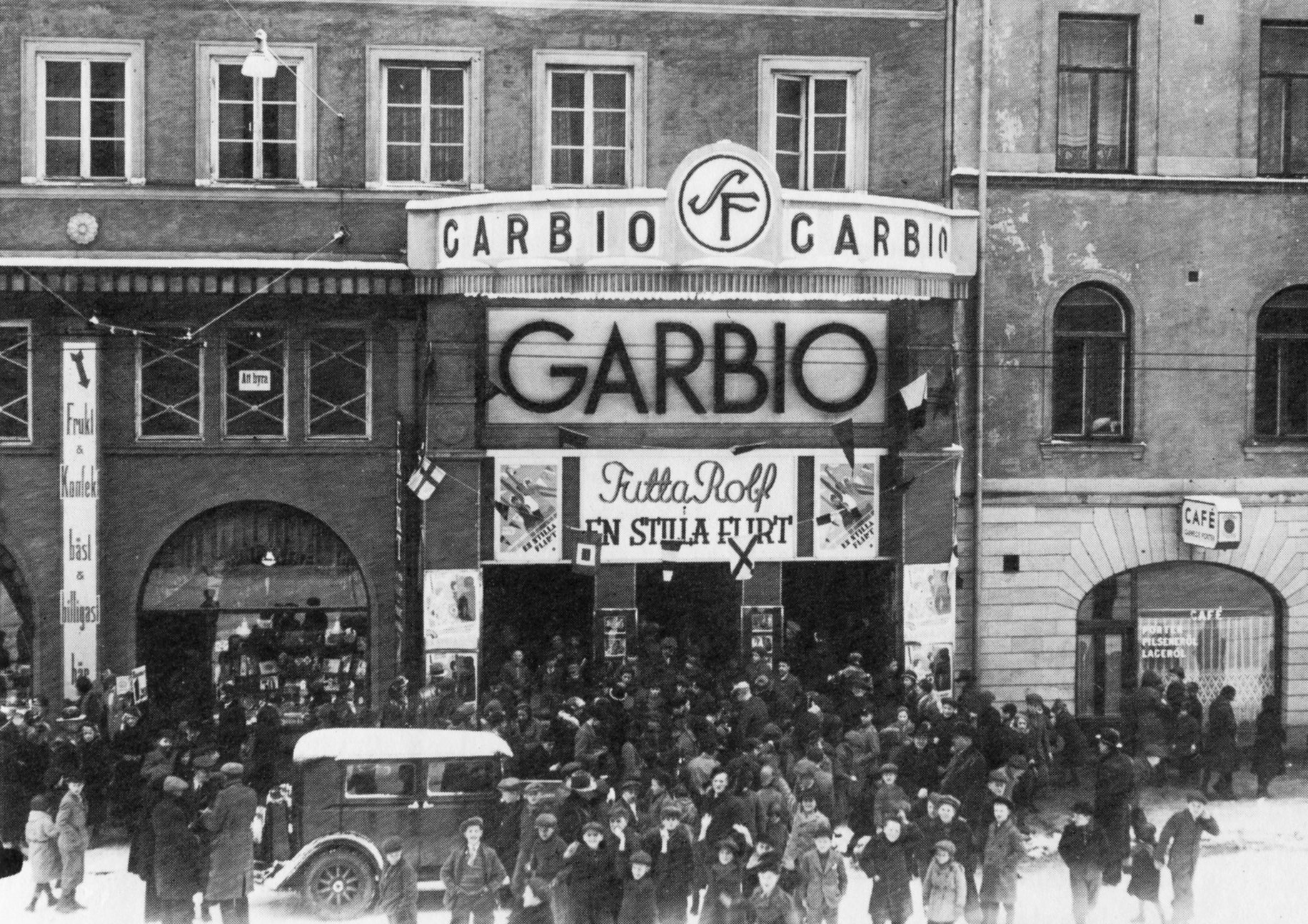
"Garbio" på 1930-talet.

Ricardo, på Hornsgatan 72 på Södermalm i Stockholm var en biograf som öppnade sina portar som Rio den 24 november 1928 (ej att förväxla med Rio vid Hornstull). Mellan åren 1933 och 1959 hette biografen Garbio med anspelning på Greta Garbo. Den 31 oktober 1984 upphörde biografverksamheten och Folkoperan övertog lokalerna.

## Historia

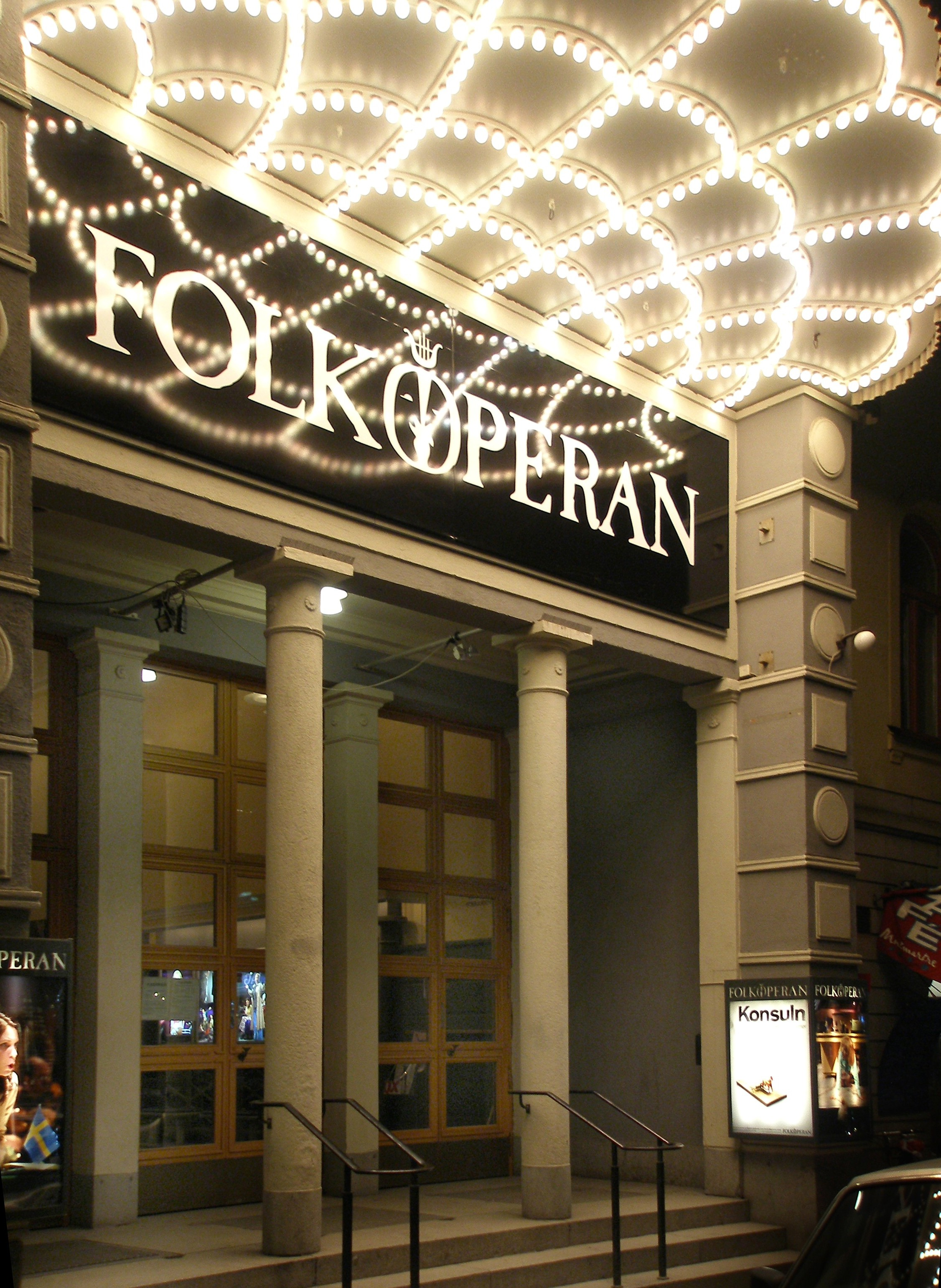
Nuvarande Folkoperans entré var tidigare "Ricardos" entré

Den 24 november 1928 öppnade biografen Rio på Hornsgatan i en nybyggd fastighet där tidigare Maria saluhall legat. Ägare var byggmästaren John A. Bergendahl som redan tidigare ägde flera biografer och fastigheter i Stockholm och arkitekt var Höög & Morssing.
Salongen var 25 meter lång, 18 meter bred, och hade en stor balkong med 337 sittplatser. Med 665 sittplatser på parkett blev Rio med sina totalt 1002 sittplatser en av de större premiärbiograferna på Södermalm. I januari samma år öppnade även Göta Lejon på Götgatan med 1307 sittplatser. 

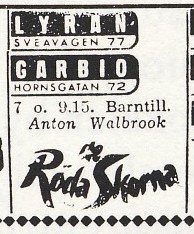
Biografannons för Garbio 1948.

John A. Bergendahl sålde sin biografrörelse 1929 och Rio övertogs då av Svensk Filmindustri.  Norrmannen Odd Biörnstad som tidigare enbart sysslat med filmimport köpte av Bergendahl dennes biograf Vinterpalatset på Birger Jarlsgatan och döpte om den till Rita. Detta blev på kort tid Biörnstads tredje biograf vars namn började på Ri. Ri-Teatrarna fortsatte att växa snabbt, hela tiden med nya biografnamn som började på Ri.  Efter ett par år insåg SF det olämpliga i att ha en biograf med namnet Rio.  Därför utlyste man 1933 en tävling om nytt biografnamn. Det segrande namnet blev Garbio, en hyllning till Greta Garbo som växte upp inte alls långt ifrån biografen. 
SF drev biografen fram till våren 1959, då den övertogs tillsammans med Capitol vid S:t Eriksplan av Ri-Teatrarna.  Båda biograferna fick liksom nyligen ombyggda Ritz nya projektorer och ljudsystem för 70 mm film. I stället för att använda Rios högt belägna gamla maskinrum byggdes ett helt nytt längst bak på balkongen. Nya bänkrader minskade antalet sittplatser till 727. På hösten öppnade biografen på nytt under namnet Ricardo.
Ri-Teatrarna arrenderades ut 1983 till Europafilm, som i sin tur övertogs av SF året därpå. Hösten 1984 bestämde sig SF för andra gången att lägga ner biografen.  Sista föreställningen kördes 31 oktober. Projektorerna flyttades till Saga i Stockholm, och högtalarna till Ri-Tvåan.
Ett tag var McDonald's intresserade att öppna en hamburgerrestaurang i lokalerna. I stället blev det Folkoperan som behövde ny lokal som tog över. Genom samverkan mellan Folkoperan, Stockholms stadsmuseum och fastighetsägaren familjen Bergendahl, har entré, foajéer och salong återställts till i stort sett ursprungligt skick från tiden som Rio. Under färglagren har bland annat letats fram reliefer av den unga Astri Bergman-Taube.